# مظاهرات ساحة تيانانمن

رجل الدبابة وهو يقف أمام رتل عسكري في ساحة تيانانمن

كانت احتجاجات ميدان تيانانمن، والمعروفة باسم حادثة الرابع من يونيو في الصين، مظاهرات بقيادة طلابية شَغَلت ساحة تيان آن من في بكين خلال عام 1989. بالنسبة لما يُعرف بمذبحة ميدان تيان آن من، فقد أطلقت قواتٌ مسلحة ببنادق هجومية ترافقها الدبابات، النار على المتظاهرين وعلى أولئك الذين يحاولون عرقلة تقدم الجيش إلى ميدان تيان آن من. بدأت الاحتجاجات في 15 أبريل وقُمعت بالقوة في 4 يونيو عندما أعلنت الحكومة الأحكام العرفية وأرسلت جيش التحرير الشعبي لاحتلال أجزاء من وسط بكين. تتراوح تقديرات عدد القتلى من عدة مئات إلى عدة آلاف، مع إصابة آلافٍ آخرين. في بعض الأحيان، تدعى الحركة الوطنية الشعبية المستلهمة من احتجاجات بكين بحركة '89 الديمقراطية أو حادثة ميدان تيان آن من.
عصفت الاحتجاجات بعد وفاة راعي الإصلاح الأمين العام للحزب الشيوعي الصيني (سي سي بّي) هو ياوبانغ في أبريل 1989 في ظل التنمية الاقتصادية السريعة والتغيير الاجتماعي في الصين ما بعد ماو، مما عكس القلق المنتشر بين الشعب والنخبة السياسية حول مستقبل البلاد. أدت إصلاحات ثمانينيات القرن العشرين إلى اقتصادِ سوقٍ ناشئ عاد بالفائدة على بعض الأشخاص لكنه سبب أضرارًا بالغة على آخرين، واجه النظام السياسي للحزب الواحد تحديًا لشرعيته أيضًا. تضمنت الشكاوي العامة في ذلك الوقت التضخم والفساد واستعداد الخريجين المحدود للاقتصاد الحديث، والقيود المفروضة على المشاركة السياسية. رغم تنظيمهم المتواضع وأهدافهم المتباينة، طالب الطلاب بمزيد من المساءلة وبضمان دستوري للحقوق، وبالديمقراطية وحرية الصحافة وحرية التعبير. في ذروة الاحتجاجات، تجمع نحو مليون شخص في الميدان.
مع تصاعد الاحتجاجات، استجابت السلطات بأساليب توفيقية ومتشددة، مما أظهر الانقسامات العميقة داخل قيادة الحزب. بحلول مايو، أدى إضرابٌ عن الطعام بقيادة طلابية إلى حشد الدعم من أجل المتظاهرين في جميع أنحاء البلاد، وامتدت الاحتجاجات إلى نحو 400 مدينة. من بين القادة الرفيعين في الحزب الشيوعي الصيني دعا رئيس مجلس الوزراء لي بنغ وشيوخ الحزب لي شيان نيان ووانغ تشين إلى اتخاذ إجراءات حاسمة من خلال القمع العنيف للمتظاهرين، وتمكنوا في نهاية المطاف من استمالة القائد الأعلى دنغ سياوبينغ والرئيس يان شانكون إلى جانبهم. في 20 مايو، أعلن مجلس الدولة الأحكام العرفية. حُشد ما يصل إلى 300,000 جندي تقريبًا في بكين. تقدمت القوات إلى الأجزاء الوسطى من بكين على الطرق الرئيسية للمدينة في ساعات الصباح الباكرة من يوم 4 يونيو، مما أسفر عن مقتل المتظاهرين والمارة على حد سواء في هذه العملية. كانت العمليات العسكرية تحت القيادة العامة للجنرال يان باي بين، الأخ غير الشقيق للرئيس يان شانكون.
أدان المجتمع الدولي ومنظمات حقوق الإنسان والمحللون السياسيون الحكومة الصينية لارتكابها المذبحة. فرضت الدول الغربية حظرًا على توريد الأسلحة إلى الصين. بدأت الحكومة الصينية بحملة اعتقالات واسعة النطاق للمتظاهرين وأنصارهم، وقمعت احتجاجاتٍ أخرى في جميع أنحاء الصين، وطردت الصحفيين الأجانب، وفرضت رقابة صارمة على تغطية الأحداث في الصحافة المحلية، ومدت الشرطة وقوات الأمن الداخلي بالتعزيزات اللازمة، وخفّضت رتبة المسؤولين أو سرحتهم، ممن اعتُبر متعاطفًا مع الاحتجاجات. عمومًا، أنهى القمع الإصلاحات السياسية التي بدأت في عام 1986 وأوقف سياسات التحرير المتبعة في ثمانينيات القرن العشرين، والتي لم تُستأنف إلا جزئيًا بعد جولة دنغ سياوبينغ الجنوبية في عام 1992. باعتبارها نقطة تحول، وضع رد الفعل على الاحتجاجات قيودًا على التعبير السياسي في الصين، وهي قيود استمر وجودها حتى يومنا هذا. يقترن ذكر هذه الاحتجاجات عمومًا بالتشكيك في شرعية حكم الحزب الشيوعي الصيني وتظل من الموضوعات بالغة الحساسية والأكثر عرضة للرقابة في الصين.

## خلفيات الأحداث

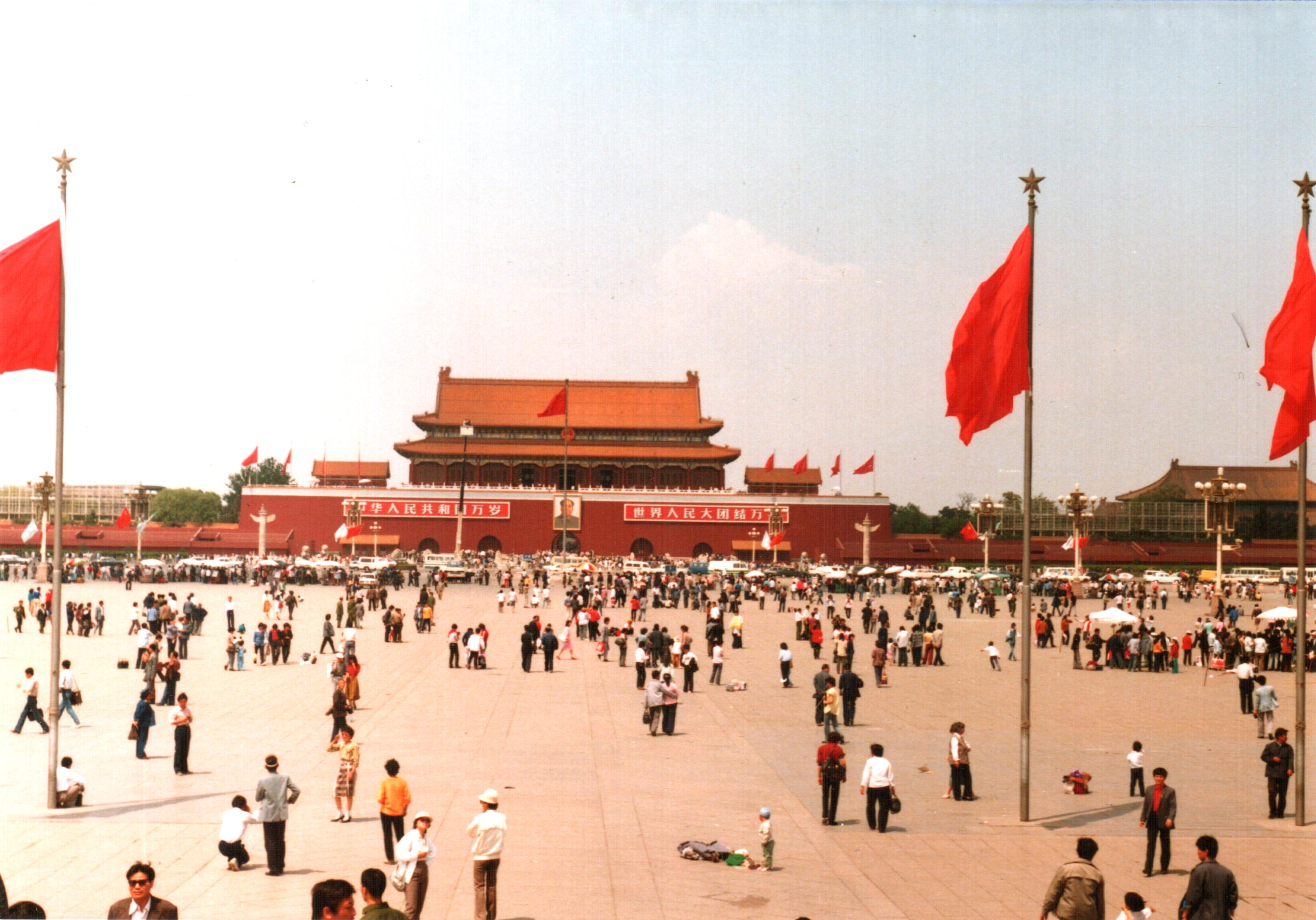
ساحة تيانانمن عام ١٩٨٨

منذ عام 1978، قاد دينغ شياوبينغ مجموعة من الإصلاحات الاقتصادية والسياسية، أدّت هذه الإصلاحات إلى تنفيذ تدريجي إلى اقتصاد سوق وبعض التحرر السياسي الذي قلل من تشدد النظام السابق الموضوع من قبل ماو تسي تونغ. أدت هذه الإصلاحات في بدايات 1989 إلى مجموعتين من الناس غير راضيتين عن الحكومة.
تضمنت المجموعة الأولى الطلاب والمفكرين، الذين اعتقدوا ان الإصلاحات لم تكن كافية. وكانوا منزعجين من السيطرة الاجتماعية والسياسية للحزب الشيوعي الصيني. بالإضافة لذلك، رأت تلك المجموعة التحرير السياسي الذي قام به ميخائيل غورباتشوف. تضمنت المجموعة الثانية العمال الذين اعتقدوا أن الإصلاحات قد زادت عن حدها. فقد سبب إطلاق الاقتصاد البطالة والتضخم المالي وهدد حياتهم.
أطلق المظاهرات موت النائب العام للحزب الشيوعي الصيني السابق، هو ياوبانغ، الذي تم عزله في فبراير عام 1987، بسبب المرض. اعتبر هو متحرراً مع لمسة شيوعية، وقد اعتبر عزله بسبب مظاهرات الطلاب غير عادل على نطاق واسع. بالإضافة لذلك، سمح موت هو للصينيين بأن يعبّروا عن استيائهم ممن خلفه دون الخوف من القمع السياسي، إذ أنه سيكون محرجاً بالنسبة للحزب الشيوعي منع الناس من تكريم نائب عام. وكان للموقف المعادي للأجانب دور آخر بالمظاهرات، خاصة بين الطلاب الذين اعتقدوا أن الأجانب قد منحوا حقوقاً أكبر من السكان الاصليين.
شارك في المظاهرات معظم طلاب كليات وجامعات بكين العديدة، بإشراف من مدرسيهم وغيرهم من المفكرين. رفض الطلاب الروابط الموضوعة من قبل الحزب الشيوعي وأسسوا روابطهم الخاصة. رأى الطلاب أنفسهم كوطنيين صينيين، وكورثاء حركة أربعة مايو «للعلم والديمقراطية» في 4 مايو، 1919، والمظاهرات التي حدثت في ساحة مظاهرات ساحة تيانانمن عام 1975 التي طالبت بالديمقراطية. تطورت مظاهرات الطلاب التي بدأت كتكريم لهو ياوبانغ الذي اعتبره الطلاب مطالباً بالديمقراطية، من مظاهرات ضد الفساد، إلى مطالبة بحرية الصحافة وإنهاء حكم الحزب الشيوعي للصين ودينغ زياوبينغ، وهو عضو قديم في الحزب، حكم من وراء الستار. ونجحت بشكل جزئي محاولات بتوسيع شبكة الطلاب مع طلاب من مدن أخرى وعمال.
على الرغم من أن المظاهرات بدأت من قبل طلاب ومفكرين اعتقدوا أن إصلاحات دينغ زياوبينغ لم تكن كافية، فقد جذبت المظاهرات بسرعة العمال الذين اعتقدوا ان الإصلاحات قد زادت عن حدها. حدث هذا لإن قادة المظاهرات ركزوا على الفساد مما وحد المجموعتين.

## تأزم المظاهرات
بعكس مظاهرات ساحة تيانانمن عام 1987، التي تكونت من طلاب ومفكرين، تضمنت المظاهرات عام 1989 دعم واسعاً من العمال الذين هبوا بسبب الفساد والتضخم المالي. في بكين، دعم المظاهرات جزء كبير من الشعب، وربما الأغلبية، تضمنت المظاهرات في أوجها المليون من الناس. وقد شوهدت أعداد مماثلة في المدن الصينية الكبرى.
بدأت المظاهرات والإضرابات في كليات عديدة في مدن أخرى، وسافر العديد من الطلاب لبكين للمشاركة بالمظاهرة. كانت المظاهرات منظمة بشكل عام، مع مسيرات طلابية يومية من مختلف كليات بكين مظهرة تضامنهم ومقاطعتهم للحصص مع تطور في المطالب. غنّى الطلاب أغنية وحدة العمال من خلال العمل الاجتماعي. ثم بدأ أخيراً الأسلوب الرئيسي في الاعتراض وهو الإضراب عن الطعام، من قبل عدد من الطلاب يتراوح بين عدة مئات إلى ما يزيد عن الألف. انتشر الأسلوب بسرعة بين الشعب. وبينما لم تلحظ أعراض جوع شديد بين المضربين عن الطعام، هناك إشاعة صينية تقول إن بعض المضربين ماتوا جوعاً.
نجحت بعض المفاوضات مع الحكام الصينيين نجاحاً جزئياً، حيث تمركزوا قريباً في زونغنانهاي، مجمع قيادة الحزب الشيوعي. كان تواجد الإعلام الأجنبي كثيفاً في الصين، نتيجة لزيارة ميخائيل غورباتشوف في مايو، وقد كانت تغطية الإعلام للمظاهرات مركزة وفي صالح المتظاهرين عادة، على الرغم من توقع عدم تحقيق أهدافهم. مع اقتراب انتهاء المظاهرات، في 30 مايو، انتصب تمثال «آلهة الديمقراطية» في الساحة، لتصبح رمزاً للمظاهرات بالنسبة لمشاهدي التلفزيون.
توقع أعضاء الحزب المتقاعدون في البداية أن تكون المظاهرات قصيرة الأمد، أو إن إجراء إصلاحات شكلية سيرضي المتظاهرين. أرادوا تجنب العنف قدر الإمكان، واعتمدوا في البداية على جهازهم الواسع الانتشار لإقناع الطلاب بإنهاء المظاهرات والعودة للدراسة. إلا أن تنوع مطالب المتظاهرين أعاق ذلك، ولم تستطع الحكومة تحديد من يجب التفاوض معه، أو مطالب المتظاهرين.
من بين أعضاء القيادة العليا، فضّل الأمين العام زاو زيانغ التعامل بلطف مع المتظاهرين، بينما فضل لي بنغ القمع. في النهاية، تم اتخاذ قرار القمع من قبل مجموعة من الأعضاء المتقاعدين، فعلى الرغم من عدم امتلاكهم لمناصب رسمية، كانوا قادرين على التحكم بالجيش، إذ أن دينغ زياوبينغ كان رئيس اللجنة العسكرية المركزية واستطاع إعلان القوانين العسكرية، كما أن يانغ شانغكن كان رئيس جمهورية الصين الشعبية. اعتقد أعضاء الحزب القدامى أن استمرار المظاهرات لمدة طويلة شكل تهديداً لاستقرار البلاد. واعتُبر المتظاهرون أدوات تحركها أيادي «التحرر البرجوازي».

## بدء احتجاجات عام 1989

### القيادة الطلابية
| الاسم     | الأصل والانتساب الجامعي              |
| تشاي لينغ | شاندونغ؛ جامعة بكين المعيارية        |
| وير كايسي | شينجيانغ؛ جامعة بكين المعيارية       |
| وان دان   | بكين؛ جامعة بكين                     |
| فين كوند  | سيتشوان؛ جامعة بكين                  |
| شين تونغ  | بكين؛ جامعة بكين                     |
| وان يوكاي | جيجيانغ؛ جامعة بكين                  |
| لي لو     | خبي؛ جامعة نانجينغ                   |
| زو يونجان | جامعة الصين للعلوم السياسية والقانون |

### وفاة هو ياوبانغ
عندما توفي هو ياوبانغ فجأة على إثر نوبة قلبية في 15 أبريل 1989، كان رد فعل الطلاب قويًا، إذ اعتقد معظمهم أن وفاته مرتبطة باستقالته القسرية. قدمت وفاة هو الزخم الأولي لتجمع الطلاب بأعداد كبيرة. في حرم الجامعات، ظهرت ملصقات كثيرة تمدح هو، وتدعو إلى تكريم إرثه. في غضون أيام، أصبحت معظم الملصقات تدور حول قضايا سياسية أعم، مثل الفساد والديمقراطية وحرية الصحافة. بدأ ظهور تجمعات عفوية صغيرة حدادًا على هو في 15 أبريل حول نصب أبطال الشعب التذكاري في ميدان تيان آن من. في نفس اليوم، نصب العديد من الطلاب في جامعة بكين (بّي كيه يو) وجامعة تسينغ-هوا أضرحةً وانضموا تدريجيًا إلى تجمع ميدان تيان آن من. نُفذت أيضًا تجمعات طلابية صغيرة ومنظمة في شيان وشنغهاي في 16 أبريل. في 17 أبريل، صنع طلابٌ من جامعة الصين للعلوم السياسية والقانون إكليلًا كبيرًا من الزهور لإحياء ذكرى هو ياوبانغ. أُقيمت طقوس وضع الإكليل في 17 أبريل، وتجمع حشد أكبر من المتوقع. في الخامسة مساءً، وصل 500 طالب من جامعة الصين للعلوم السياسية والقانون إلى البوابة الشرقية لقاعة الشعب الكبرى بالقرب من ميدان تيان آن من لإظهار الحداد على هو. ضم التجمع متحدثين من خلفيات مختلفة ألقوا خطبًا عامة إحياءً لذكرى هو وناقشوا المشاكل الاجتماعية. لكنه سرعان ما اعتُبر معيقًا لإدارة القاعة الكبرى، لذلك حاولت الشرطة إقناع الطلاب بالتفرق.
اعتبارًا من ليلة 17 أبريل، سار 3,000 طالب من حرم جامعة بّي كيه يو نحو ساحة تيان آن من، وسرعان ما انضم نحو 1,000 طالب من جامعة تسينغ-هوا. التفوا فور وصولهم حول أولئك الذين تجمعوا قبلًا لصياغة قائمة مناشدات واقتراحات (المطالب السبعة) للحكومة:
1. التأكيد على أن آراء هو ياوبانغ حول الديمقراطية والحرية هي آراءٌ صحيحة.
2. الاعتراف بأن الحملات المضادة للتلوث الروحي والتحرير البرجوازي كانت خاطئة.
3. نشر معلومات حول دخل قادة الدولة وأفراد عائلاتهم.
4. السماح بتأسيس صحفٍ يديرها القطاع الخاص وإيقاف الرقابة الصحفية.
5. زيادة تمويل التعليم ورفع رواتب الطبقة المتعلمة.
6. إنهاء القيود المفروضة على التظاهرات في بكين.
7. توفير تغطية موضوعية للطلاب في وسائل الإعلام الرسمية.

في صباح يوم 18 أبريل، لم يكن الطلاب قد رحلوا عن الميدان بعد. تجمع البعض حول نصب أبطال الشعب التذكاري، وأنشدوا الأغاني الوطنية واستمعوا إلى الخطب المرتجلة لمنظميهم. تجمع آخرون في القاعة الكبرى. في غضون ذلك، تجمع بضعة آلاف من الطلاب عند بوابة شينخوا، مدخل تشونانهاي، مقر قيادة الحزب، حيث طالبوا بإجراء حوارٍ مع الإدارة. بعد أن منعت الشرطة الطلاب من دخول المجمع، نظموا اعتصامًا.
في 20 أبريل، أُقنع معظم الطلاب بمغادرة بوابة شينخوا. استخدمت الشرطة الهراوات لتفريق بقية الطلاب البالغ عددهم مئتي طالب؛ وردت أنباء عن اشتباكات طفيفة. شعر العديد من الطلاب بأنهم كانوا ضحايا لسوء معاملة الشرطة، وسرعان ما انتشرت الشائعات حول وحشية الشرطة. أثارت الحادثة غضب الطلاب في الحرم الجامعي، حيث قرر الطلاب البعيدون عن السياسة أيضًا الانضمام إلى الاحتجاجات. بالإضافة إلى ذلك، أصدرت مجموعة من العمال يطلقون على أنفسهم اسم اتحاد عمال بكين المستقل منشورين تحدوا بهما القيادة المركزية.
أُقيمت جنازة هو الرسمية في 22 أبريل. في مساء يوم 21 أبريل، تظاهر نحو 100,000 طالب في ميدان تيان آن من، متجاهلين أوامر سلطات بلدية بكين بإغلاق الميدان من أجل الجنازة. بُثت الجنازة، التي أُقيمت داخل القاعة الكبرى بحضور القيادة العامة، على الهواء مباشرة للطلاب. ألقى الأمين العام تشاو زيان خطاب التأبين. بدا الاستعجال على منظمي الجنازة وحاضريها، إذ استمرت 40 دقيقة فقط، فاحتدت المشاعر في الميدان.

## القمع والضحايا
في 20 مايو، أُعلنت الأحكام العرفية، إلا أن هذا لم يكن كافياً لإنهاء المظاهرات التي استمرت بدعم شعبي. بعد عدة أسابيع، اتُخذ قرار تنظيف الساحة بالقوة من المتظاهرين. قاوم سكان بكين دخول القوات العسكرية، مما أدى إلى إصابات بين الجنود. أعاقت عوائق الطرق الكثيرة التي وضعها سكان المدينة تقدم القوات العسكرية، إلا أن تنظيف الساحة تم في ليلة 4 يونيو. استمرت المعارك على الطرق حول الساحة، حيث كرر الناس تقدمهم باتجاه قوات جيش التحرير الشعبي المسلحة بالأسلحة الثقيلة، التي ردت بنيران الأسلحة الآلية. تم إنقاذ العديد من الناس من قبل سائقي العربات الصينية الذين دخلوا إلى الأرض الواقعة بين الجنود وحشود الناس وحملت المصابين للمشافي. لم يكن قمع المظاهرات معتاداً بالنسبة لجيش التحرير الشعبي، ولذلك فقد حدثت الكثير من المحاكمات ضد ضباط رفضوا التحرك ضد الطلاب.
ولقد كشفت وثائق لوزارة الخارجية البريطانية، إن تدخل الجيش الصيني أدى إلى مقتل 10 آلاف شخص على الأقل، وكان مصدر هذا الرقم صديقًا لعضو في مجلس الدولة الصيني، أشار له السفير البريطاني على أنه مصدر يعتد به «وهو حريص على الفصل بين الحقيقة والتكهن والإشاعة».